# Ökosozialprodukt
Dieser Artikel wurde aufgrund inhaltlicher und/oder formaler Mängel auf der Qualitätssicherungsseite des Portals Wirtschaft eingetragen. 
Du kannst helfen, indem du die dort genannten Mängel beseitigst oder dich an der Diskussion beteiligst.
Der Begriff Ökosozialprodukt, manchmal auch Ökoinlandsprodukt (vgl. Bruttoinlandsprodukt), ist in Anlehnung an das Bruttosozialprodukt entstanden. Die „defensiven Kosten“, d. h. Ausgaben zur Behebung der negativen Folgen wirtschaftlichen Wachstums, machen einen immer größeren Anteil am Bruttosozialprodukt (BSP) aus. Kritiker der bisher nur quantitativen Berechnung des BSP fordern deshalb eine Berücksichtigung der defensiven Kosten und eine positive Bewertung von umweltschonendem Wirtschaften in einem Ökosozialprodukt.

## Entwicklung
Die Vereinten Nationen haben mit der Organisation für europäische wirtschaftliche Zusammenarbeit (OEEC, Vorgängerorganisation der OECD) ein Standardkontensystem namens System of National Accounts für die volkswirtschaftliche Gesamtrechnung ausgearbeitet, welches zu einem System einer integrierten Umwelt- und ökonomischen Gesamtrechnung (System for Integrated Environmental and Economic Accounting, SEEA) erweitert und auf dem Erdgipfel in Rio de Janeiro im Juni 1992 vorgestellt wurde. Ein vorrangiges Ziel des SEEA ist die Ermittlung der Umweltnutzungskosten und damit verbunden die Berechnung eines Ökoinlandsprodukts.
Nach Einschätzung von Jean Paul Hüsli (Panama) ist das „Ökoinlandsprodukt […] daher eine dem heutigen Problembewusstsein angemessene Ergänzung der volkswirtschaftlichen Gesamtrechnung.“

## Beispiele
Der steigende Kraftfahrzeugverkehr auf den Straßen macht Menschen krank durch Lärm und Abgase. Die Gesundheitskosten steigen. Diese externen Kosten werden nicht dem Verursacher auferlegt (internalisiert), sondern der Allgemeinheit (über die Krankenkassen). Das aufgewendete Geld steht dem Konsum nicht mehr zur Verfügung. Diese Nebeneffekte des Güterverkehrs sind negativ für die Wirtschaft.
Mehr Autos auf den Straßen erfordern mehr Straßen und Parkplätze. Das Anwachsen des Automobilbestandes führt statistisch zu mehr Unfällen. Im konventionell berechneten BSP wird der Verkauf von Autos, das Bauen neuer Straßen, aber auch die Behandlung von Unfallopfern und auch die Beerdigung von Unfalltoten berücksichtigt und als positiver, wirtschaftlicher Faktor bewertet. Das BSP steigt. Nicht berücksichtigt wird, dass die Produktion, wie auch die Entsorgung der Autos, Umweltressourcen verbraucht und die Straßen ebenfalls negative Folgen für die Umwelt haben. Diese Folgen sollen im Ökosozialprodukt erfasst werden.

## Ökosoziale Marktwirtschaft
Ein umfassendes Modell für ökologisches und sozialverträgliches Wirtschaften entwickelt seit etwa 1980 die Ökosoziale Marktwirtschaft. Hier werden Umweltschutz und nachhaltiges Wirtschaften als politische Kategorien in die Marktwirtschaft mit einbezogen, indem die dem Kapitalismus innewohnende Marktkräfte als Motivation zur Bewahrung der Umwelt und die soziale Gerechtigkeit genützt werden. Die derzeitigen wissenschaftlichen Modelle vergleichen u. a. das herkömmliche Bruttosozialprodukt mit dem globalen BIP der Natur, das als „Zinsen des Naturkapitals“ (natürliches Wachstum an Wald, Feldfrüchten usw.) abschätzbar ist.